# 艾米利亚·普莱特
艾米利亚·普莱特（波蘭語：Emilia Plater，1806年11月13日—1831年12月23日），生于维尔纽斯，波兰立陶宛贵族、革命家。她成长于爱国主义氛围浓厚的环境中，1830年，十一月起义爆发后，她组建了一支小部队，与俄罗斯帝国作战，参与了几场战斗，并获得波兰反抗力量的上尉军衔。1831年12月23日，起义被镇压后，普莱特因病逝世，年仅25岁。
作为起义的领导者之一，普莱特的故事被廣泛宣傳，並为許多藝術和文學作品提供了灵感和素材。她在波蘭、立陶宛和白俄罗斯等国被视为民族英雄。在波兰，她被视为为国家和民族事业而奋斗的女性的象征。此外，在波兰和立陶宛的人民当中，她常被比作圣女贞德。

## 生平

### 早年生活

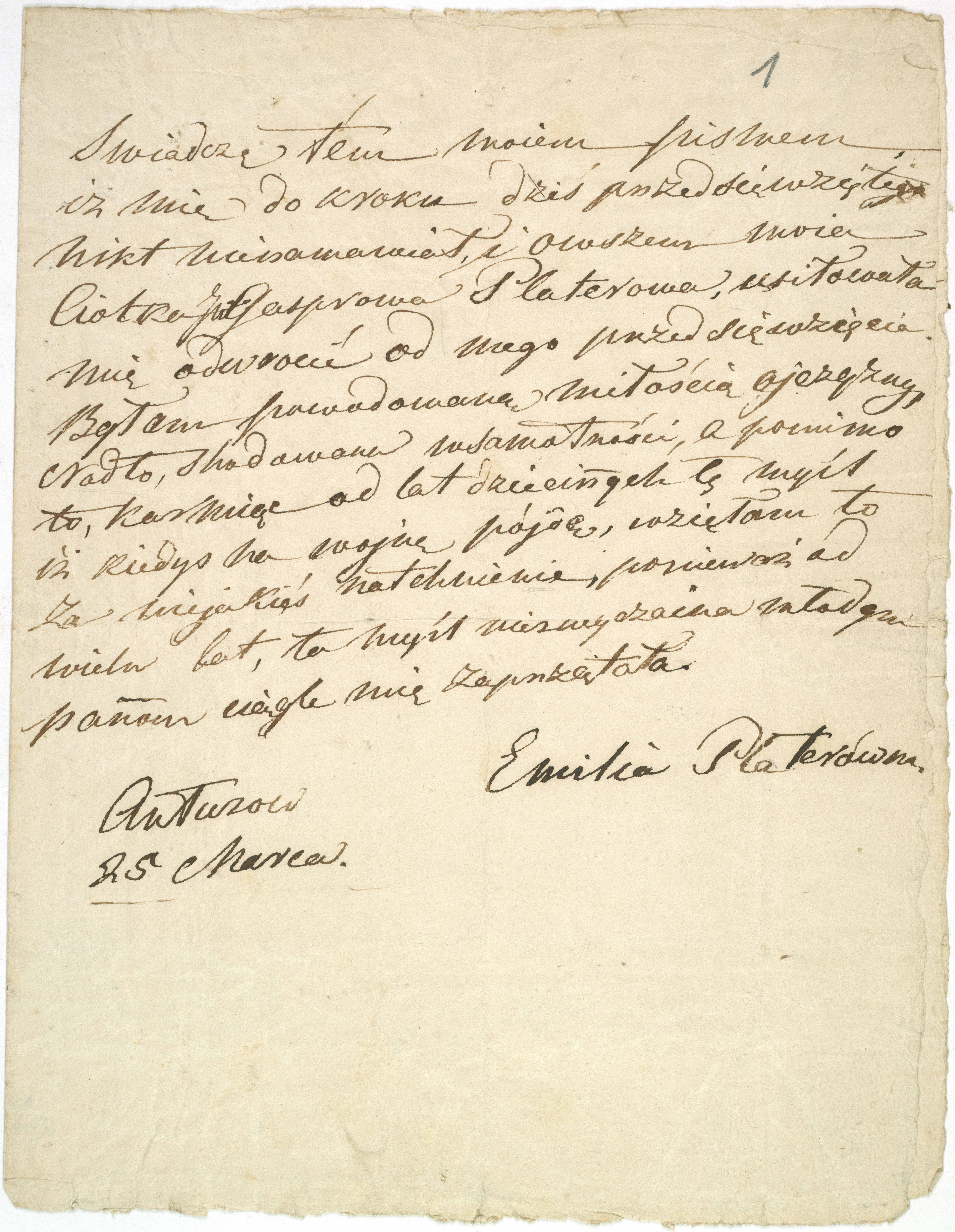
艾米利亚·普莱特参加十一月起义的声明

1806年11月13日，艾米利亚·普莱特出生于俄罗斯帝国维尔纽斯（今属立陶宛）的一个什拉赫塔家庭。其家族原居住于威斯特伐利亚，15世纪迁居利沃尼亚，后又迁往立陶宛，至普莱特出生时已完全波兰化。
1815年，普莱特九岁时，其父亲弗朗西谢克·泽维尔·普莱特（Franciszek Ksawery Plater）与母亲安娜·冯·德·莫尔（Anna von der Mohl）离婚。此后，她由其远亲米哈乌·普莱特-西伯格以及伊莎贝拉·海伦娜·西伯格（Izabela Helena Syberg zu Wischling）抚养，并随之迁居至位于利沃尼亚公国利克斯纳的家族庄园。普莱特-西伯格家族在道加瓦河畔拥有数座庄园以及约15,000名农奴，而米哈乌·普莱特-西伯格当时担任维尔纳省副省长。普莱特的家庭教师包括了陶格夫匹尔斯堡垒军事工程师威廉·冯·达尔维格（Wilhelm von Dalwig）等当地知名人士。在良好的教育下，她从小就颇为欣赏塔德乌什·柯斯丘什科以及约泽夫·波尼亚托夫斯基等英雄人物的事迹。她也喜爱歌德、席勒等作家的作品，并能阅读其德语原文。由于其生长于一个重视波兰历史的环境中，因此波兰传说中的万达公主以及亚当·密茨凯维奇笔下的格拉日娜等人物形象也很大程度上影响了她。她也欣赏布布丽娜、安娜·多罗塔·切尔扎诺夫斯卡以及圣女贞德等女性英雄人物。此外，她对马术、射击等也颇感兴趣。这些兴趣爱好对于一个19世纪初的贵族女孩来说，是很不寻常的。她也爱好鲁塞尼亚、白俄罗斯等地的民族文化，朋友当中也有菲拉瑞特协会等组织的成员。
1823年，普莱特的一名表亲因庆祝《五三宪法》的通过而被强行征入俄罗斯帝国军队；据说，这一事件是她一生中的关键事件之一，激发了她的亲波兰和反俄罗斯的意识。1829年，普莱特开始壮游波兰立陶宛联邦故土，前往了华沙和克拉科夫等地，并参观了昔日拉辛战役的战场。一年后，她的母亲去世，但其父亲早已再婚，因此甚至拒绝与她见面。1830年，十一月起义爆发后，普莱特积极支持立陶宛大公国故地的反俄活动。约有十几名女性参加了起义，包括安东尼娜·托马谢夫斯卡，但普莱特是其中最为著名的。

### 参加起义

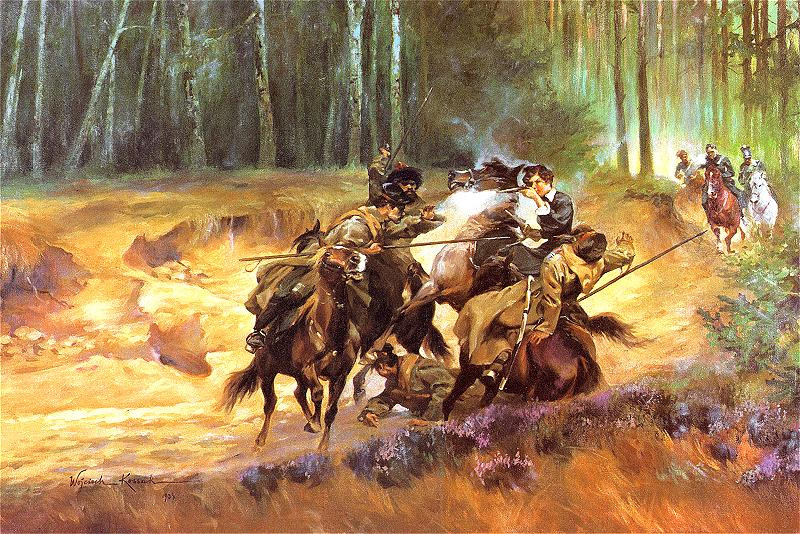
艾米利亚·普莱特在希奥利艾作战，沃伊切赫·科萨克绘

在她于3月25日写于安塔扎维（Antazavė）庄园的笔记中，普莱特写道，加入起义是她唯一的想法，并希望戎马一生。为此，她剪掉了长发，准备了一套军装，组织了一群志愿者，并给他们发放武器装备。3月29日，她前往杜塞托斯，在弥撒后发表了充满激情的演讲。次日，普莱特的部队袭击了道盖利亚的一所驿站，获得了一些马匹。4月4日，她签署了正式加入起义部队的声明。据说，在同一天，她的部队占领了扎拉賽，但这并未被历史学家证实。
普莱特曾计划与她的两名曾就读于军校的堂兄共同占领陶格夫匹尔斯，并从内部发动起义，但经过侦察后，他们发现这座城市驻扎有强大的守军，而她的部队仅由大约280名步兵、60名骑兵和数百名手持战镰的农民组成，难以取得胜利，因此放弃了这一计划。随后，她开始向帕內韋日斯进军，并于4月30日与卡罗尔·特奥菲尔·扎乌斯基率领的部队会合。5月4日，她参加了普拉斯塔沃尼亚伊战役；不久之后，她与康斯坦蒂·帕切夫斯基一起在迈希加拉作战。第二天，她目睹德兹德里·恰波夫斯基将军率领一支大部队进入这一地区，并指挥在前大公国领土作战的所有部队。

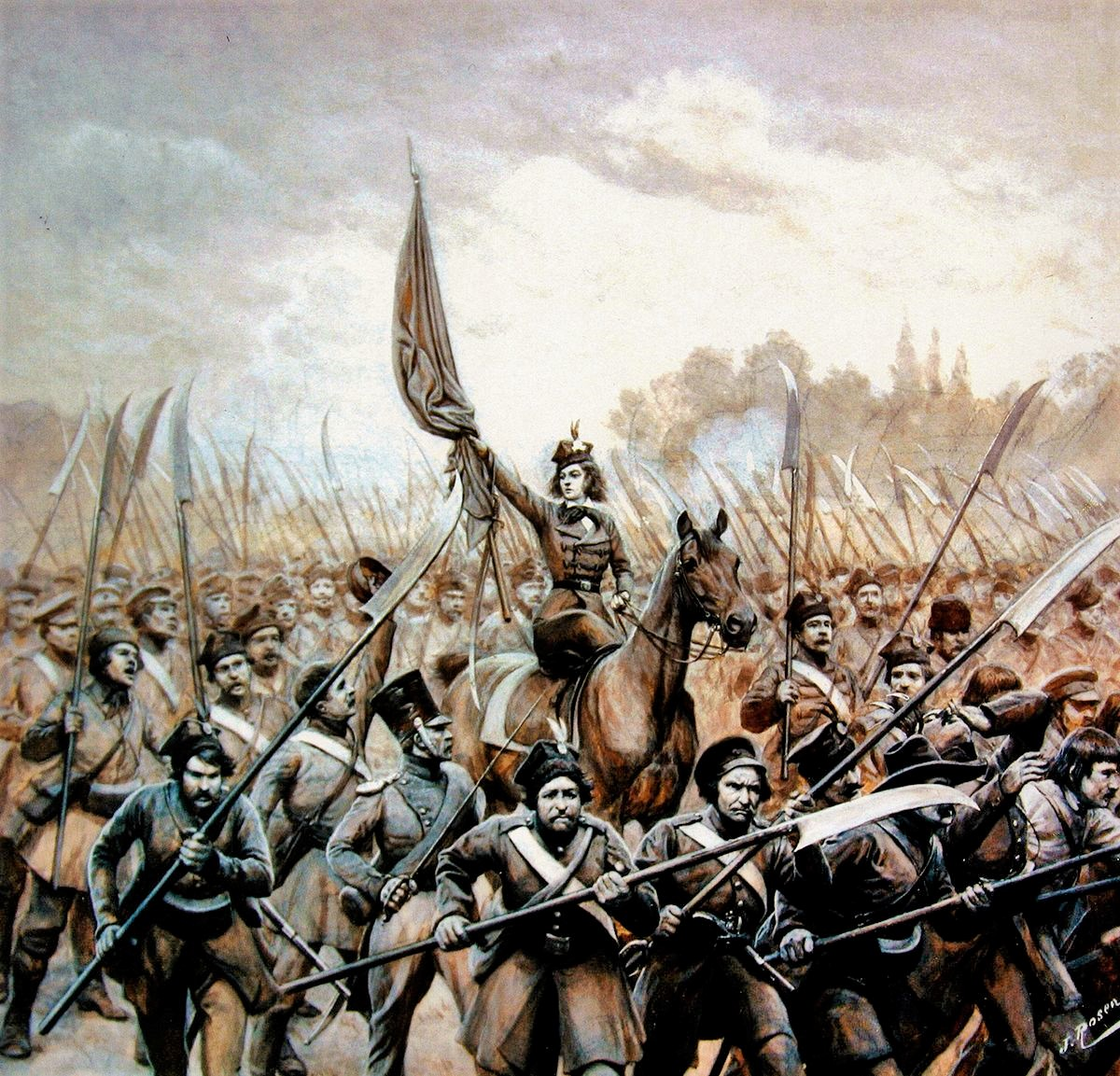
艾米利亚·普莱特率兵作战，扬·罗森绘

恰波夫斯基建议普莱特解甲归田，但她拒绝了这一提议。据说，她对此回答道，在祖国得到完全解放之前，她不会脱掉军装。她的决定被恰波夫斯基接受，随后她被任命为立陶宛第25步兵团第1连的连长。此外，她还被授予上尉军衔，这是那个时代能够给予妇女的最高军衔，而她的朋友玛丽亚·拉萨诺维茨（Maria Raszanowicz）则被授予中尉军衔。之后，她在考纳斯待了一段时间，直到6月下旬起义军被迫撤退为止。7月8日，起义军试图占领希奥利艾，但被俄军击败。在这场战役中，普莱特的部队负责保护运输物资的车队，但车队遭俄军袭击，大约300名起义军被杀，物资则被夺走。
第二天，恰波夫斯基决定越过边境进入普鲁士，随后被拘留。普莱特强烈反对这一决定，拒绝服从命令，而是决定尝试突围，前往华沙，继续战斗。然而，在与大部队分离后，她陷入重病之中。10月，起义被镇压，许多传记著作认为，这使得她的病情急剧恶化。1831年12月23日，普莱特在贾斯蒂纳瓦斯庄园逝世，年仅25岁，随后被埋葬于卡普恰米斯蒂斯。
历史学家斯特凡·基涅维茨在《波兰传记词典》中以更为批判的口吻指出，她的许多事迹都没有得到完善的记录，并且事实和传说常常相混杂，难以区分。他指出，不能确定她是否曾指挥过任何军事单位，而且她作为第25团的连长的角色与其说是历史事实，不如说是后人为之增添的荣誉。在普拉斯塔沃尼亚伊时，她因疲劳而昏倒，从马上摔下来。尽管具体的说法并不统一，但她的确在考纳斯获救。根据其中的一个版本，她的衣服在穿过大门时被夹住，使得她从马上摔下来，但为S·马切维奇（S. Maciewicz）所救。另外一个广泛流传的版本则称，她英勇作战并拒绝撤退，但被基基尔尼基（Kiekiernicki）上校救了下来。在希奥利艾作战时，因为她的战友们试图确保她的生命不会受到威胁，因此她被特意留在后方。

## 纪念

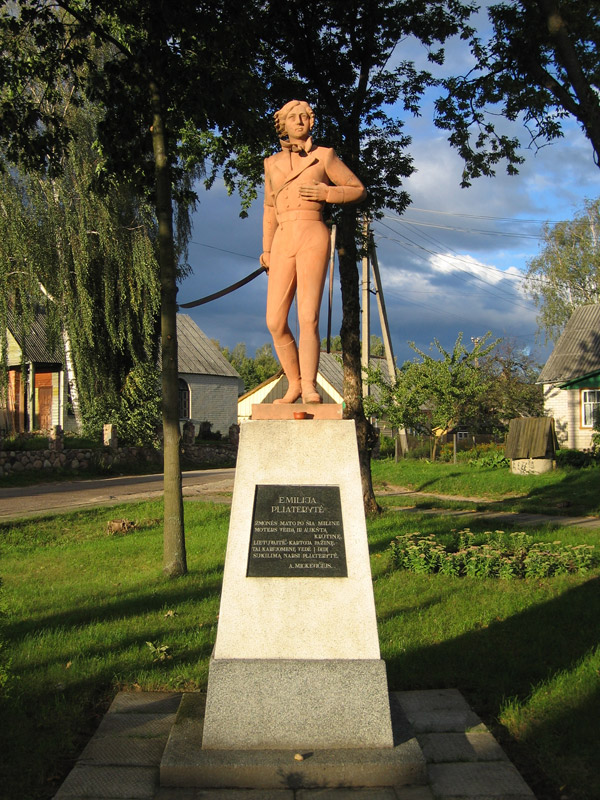
立陶宛卡普恰米斯蒂斯的艾米利亚·普莱特雕像

1831年6月，康斯坦蒂·加申斯基创作了第一首关于普莱特的诗。不久之后，波兰的媒体广泛报道了她的生平，从而极大地提高了她的声望。这一女战士的形象开始在波兰广为流传，并成为起义的象征。亚当·密茨凯维奇在其于1832年创作的诗《上校之死》（Śmierć pułkownika）中开始称普莱特为“领袖”。尽管这一作品只是大致基于她的真实生活，对她的死亡的描述更是纯粹的文学创作，但这一作品还是使她永垂不朽。在这首诗中，作者将普莱特的军衔从真实历史中的上尉提升为上校，并称她为起义的领袖，同时也将她的个性和能力理想化，将她描绘成理想的、受到士兵崇拜的指挥官。这首诗相继被选入波兰人民共和国和波兰第三共和国的语文课本。
其他基于普莱特生平的文学作品则大多在国外出版，作者包括海外波兰侨民以及外国人。在波兰的文学家当中，瓦茨瓦夫·乔西奥罗夫斯基、安东尼·爱德华·奥德涅克以及玛丽亚·科诺普尼卡等人均创作过关于普莱特的文学作品。1831年，查尔斯·普罗斯珀 (Charles Prosper) 的四幕戏剧《波兰人：历史兴衰》（Les Polonais: événements historique）在巴黎奥林匹克马戏团上演。此后直至1937年为止，又有7部与普莱特相关的戏剧问世。在立陶宛，1939年，考纳斯国家剧院上演了安塔纳斯·维诺利斯创作的以普莱特的生平事迹为主题的戏剧，而LRT广播电台也曾播出过关于普莱特的诗剧。

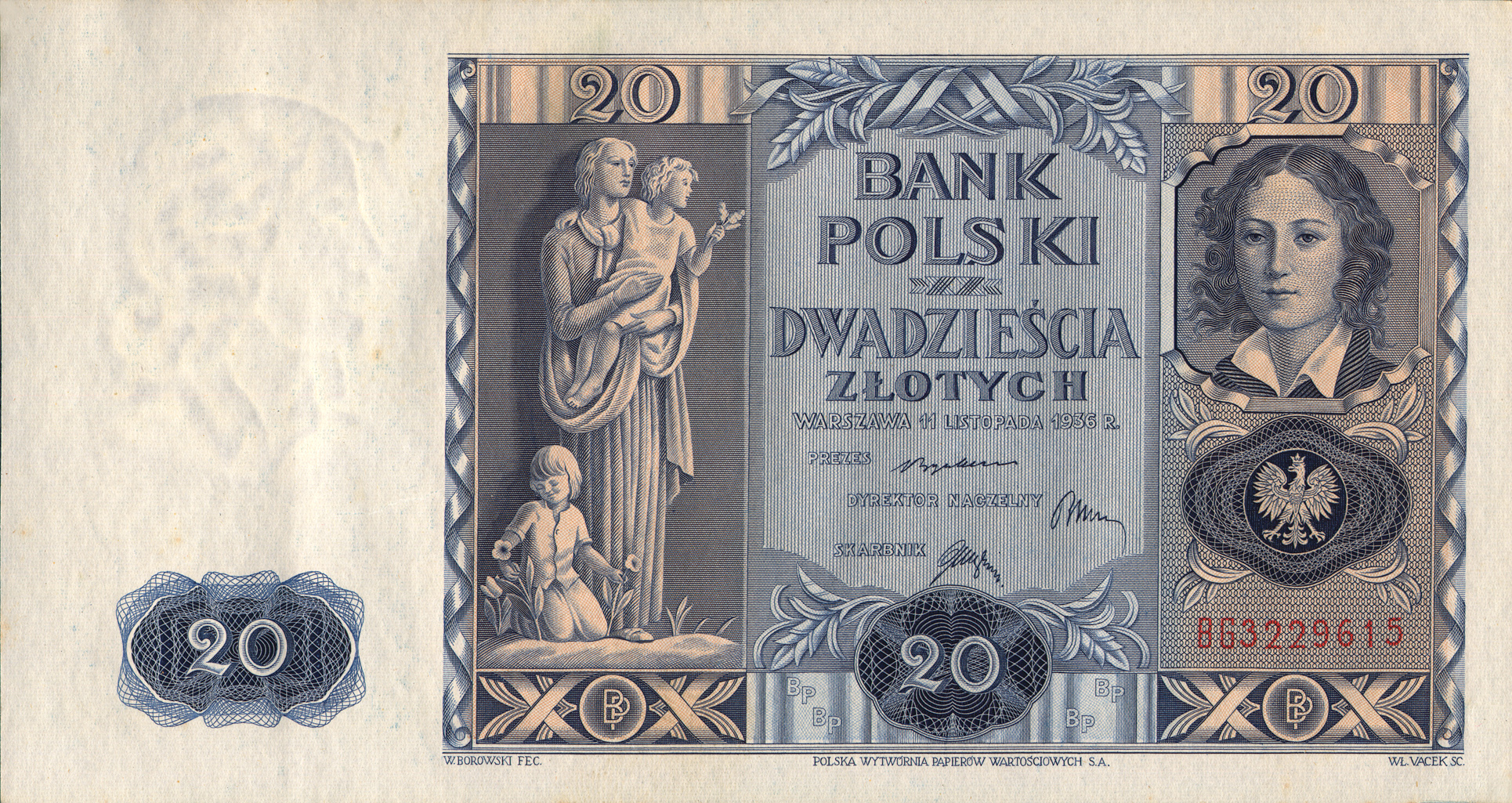
印有普莱特肖像的20兹罗提纸币

历史学家约瑟夫·斯特拉谢维奇曾用法语撰写普莱特的传记。该传记的英译本在1843年于纽约出版，并曾受到时任美国总统约翰·泰勒等人的高度评价。后来的大多数传记作家在撰写其传记时，很大程度上参考了斯特拉谢维奇的观点。在女权先驱玛格丽特·富勒的著作《十九世纪的妇女》中，普莱特被列为女性的楷模之一。1996年，哈利娜·菲利波维奇（Halina Filipowicz）从女性主义的角度发表了一篇关于普莱特对波兰的性别角色和刻板印象的遗产的研究。
此外，普莱特也成为伊波利特·贝朗日、阿基尔·德韦里亚、菲利普·维特以及沃伊切赫·科萨克等艺术家作品的主题之一。其中，弗朗索瓦·勒·维莱因（François Le Villain）根据德韦里亚的作品创作的石版画是普莱特最知名的肖像之一，使她精致而高贵的女战士形象广为人知。
普莱特曾出现在波兰第二共和国、波兰人民共和国等政府印制的兹罗提纸币上。二战期间，波兰的一支女性支援单位以她的名字命名，战后其前成员在下西里西亚建立了一个名为普莱特罗夫卡（Platerówka）的村庄。波兰和立陶宛两国的多条街道也以其命名。1984年，卡普恰米斯蒂斯开设了一家纪念普莱特的小型博物馆，其中的普莱特纪念碑于1999年落成。